# NGC 2859
NGC 2859 là một thiên hà dạng hạt đậu có thanh ngang nằm cách xa 83  triệu năm ánh sáng trong chòm sao Tiểu Sư. Phân loại hình thái là (R) SB (r) 0 +, trong đó ký hiệu S0 + chỉ ra cấu trúc vật lý được xác định rõ là thiếu trong các nhánh xoắn ốc có thể nhìn thấy. Nó có một thanh mạnh (B) thuộc loại "ansae", có nghĩa là nó phát triển sáng hơn hoặc rộng hơn về phía các đầu. Một thanh phụ mờ nhạt được đặt ở một góc gần với thanh chính. Các đặc điểm này được bao quanh bởi một vòng trong (r) yếu xuất hiện khuếch tán. Khu vực bên ngoài của thiên hà có một vòng tròn (R) nổi bật, bao gồm một loạt các nút thắt màu xanh dọc theo phía đông.
Lỗ đen siêu lớn trung tâm ước tính gấp 105 triệu lần khối lượng Mặt trời. Hạt nhân được phân loại tạm thời là loại chuyển tiếp T2:, không có dấu hiệu hoạt động.